# Rölvede
Rölvede ist ein Ortsteil der Gemeinde Schalksmühle im Märkischen Kreis im Regierungsbezirk Arnsberg in Nordrhein-Westfalen (Deutschland).

## Lage und Beschreibung
Der Weiler liegt direkt an der Bundesautobahn 45 auf dem Höhenzug zwischen den Tälern der Sterbecke und des Nahmerbachs nahe der Stadtgrenze zu Hagen. Eine örtliche Verbindungsstraße verbindet den Ort mit Albringwerde, Winkeln und Bölling. Im Tal am Bach Sterbecke befindet sich die Rölveder Mühle.
Weitere Nachbarorte auf dem Gemeindegebiet sind Reineberge und Rosenhagen, sowie Selkinghausen auf Hagener Stadtgebiet und Obernahmer auf Gemeindegebiet von Nachrodt-Wiblingwerde.

## Geschichte

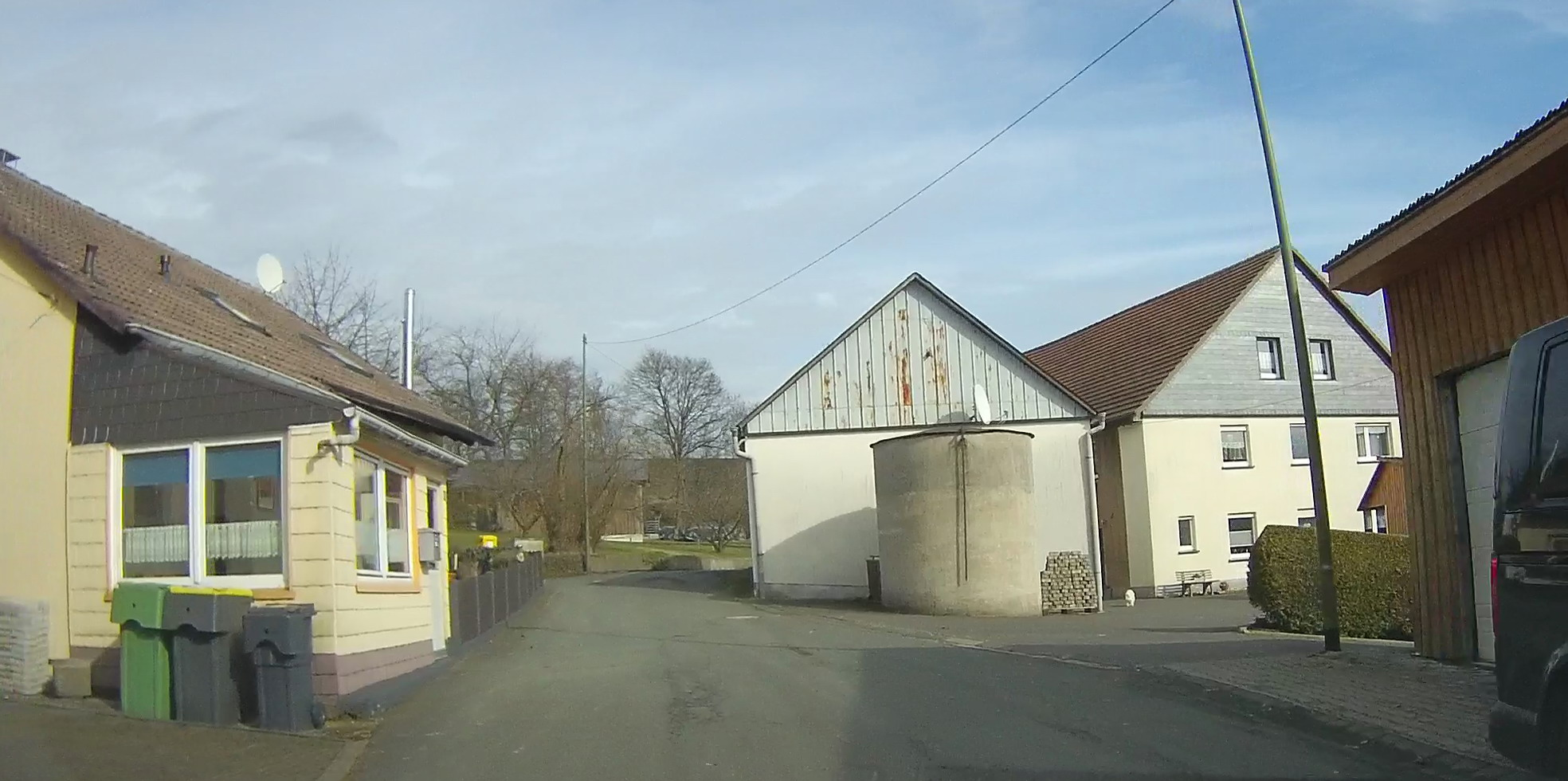
Ansicht in Rölvede

Rölvede gehörte bis zum 19. Jahrhundert der Winkelner Bauerschaft des Kirchspiels Hülscheid an. Ab 1816 war der Ort Teil der Gemeinde Hülscheid in der Bürgermeisterei Halver im Kreis Altena, 1818 lebten 41 Einwohner im Ort. Der laut der Ortschafts- und Entfernungs-Tabelle des Regierungs-Bezirks Arnsberg als Hof kategorisierte Ort besaß 1839 unter dem Namen Rölverde acht Wohnhäuser und 14 landwirtschaftliche Gebäude. Zu dieser Zeit lebten 54 Einwohner im Ort, allesamt evangelischen Bekenntnisses.
1844 wurde die Gemeinde Hülscheid mit Rölvede von dem Amt Halver abgespaltet und dem neu gegründeten Amt Lüdenscheid zugewiesen.
Der Ort ist auf der Preußischen Uraufnahme von 1845 unter dem Namen Röllver verzeichnet. Ab der Preußischen Neuaufnahme von 1892 ist der Ort auf Messtischblättern der TK25 als Rölvede verzeichnet.
Die Gemeinde- und Gutbezirksstatistik der Provinz Westfalen führt Rölvede 1871 als Dorf mit zwölf Wohnhäusern und 67 Einwohnern auf.  Das Gemeindelexikon für die Provinz Westfalen von 1887 gibt eine Zahl von 73 Einwohnern an, die in 13 Wohnhäusern lebten. 1895 besitzt der Ort neun Wohnhäuser mit 68 Einwohnern, 1905 werden neun Wohnhäuser und 68 Einwohner angegeben.
1969 wurden die Gemeinden Hülscheid und Schalksmühle zur  amtsfreien Großgemeinde (Einheitsgemeinde) Schalksmühle im Kreis Altena zusammengeschlossen und Rölvede gehört seitdem politisch zu Schalksmühle, das 1975 auf Grund des Sauerland/Paderborn-Gesetzes Teil des neu geschaffenen Märkischen Kreises wurde.
1971 wurde die direkt am Ort vorbeitrassierte Bundesautobahn 45 eröffnet.